# Dobra pani
Dobra pani – nowela Elizy Orzeszkowej opublikowana po raz pierwszy w 1888 roku w zbiorze Panna Antonina. 
Eliza Orzeszkowa w swoim utworze obnaża powierzchowność i fałsz realizacji pozytywistycznego hasła filantropii i dobroduszności. Tytułowa „dobra pani” to ironiczne określenie Eweliny Krzyckiej, która swoją fałszywą dobroczynnością wyrządza ludziom krzywdę, traktując ich jak zabawki.
W ramach 8. edycji Narodowego Czytania w 2019 r. spośród ponad stu tytułów przesłanych do Kancelarii Prezydenta para prezydencka wybrała osiem nowel, wśród których znalazła się Dobra pani.

## Opis fabuły
W niewielkim, prowincjonalnym miasteczku, Ongrodzie, mieszka bogata, bezdzietna wdowa. Wszyscy chwalą ją za okazaną dobroć wobec pięcioletniej dziewczynki sieroty – Helenki, którą wzięła pod opiekę. Przez kilka lat pani Ewelina uwielbia swoją podopieczną i nie rozstaje się z nią, obsypuje pieszczotami i podarunkami, zachwyca się jej urodą. Po pewnym czasie Krzycka zmienia swój stosunek do Heli, zaczyna ją nudzić dorastająca dziewczyna, która nie jest już taka słodka i śliczna jak kiedyś. Coraz częściej spędzają czas oddzielnie. Dziewczyna w końcu zmuszona zostaje do opuszczenia domu wdowy i przeniesienia się pod dach biednej rodziny. W nowej dla niej sytuacji czuje się jednak całkowicie zagubiona.

## Bohaterowie
- Ewelina Krzycka – tytułowa „dobra pani”
- Helka – sierota, którą opiekuje się bogata wdowa, Krzycka
- Czernicka – garderobiana pani Eweliny
- rodzina Jana – murarz, jego żona i dzieci, u których przebywa dorastająca Helka